# MOON CHILD (バンド)
MOON CHILD（ムーンチャイルド）は、日本のロックバンド。

## 経歴
1995年、佐々木、樫山を中心にしたバンド「タンバリンズ」を前身として、佐々木、渡辺、樫山の3ピースバンドとして結成。Moon Childというバンド名の由来は諸説あるが、佐々木がムーンライダーズファンであり、彼らに因んで付けたとしている。
結成当初は下北沢を中心にライヴ活動を行っていた真っ当なロックバンドだったが、なぜかポップス・ダンス系の色濃い時代のavex traxにスカウトされ、avex初のロックバンドとなる。Mr.Childrenのサポートメンバーだった浦清英プロデュースの下、1996年にシングル「Brandnew Gear」でデビュー。同年秋に秋山が加入。
1997年に発売された5枚目のシングル「ESCAPE」（テレビドラマ「FiVE」主題歌）が大ヒットし、オリコンシングルチャート1位を獲得し、一躍人気バンドとなる。ポストMr.Childrenとして注目が集まるが、1999年1月28日に解散を発表。同年2月24日に行われた渋谷公会堂のライブをもって解散。解散後は佐々木と渡辺が後継バンド「SCRIPT」を結成。
2013年に佐々木、渡邊、樫山で再結成を発表。1月14日、赤坂BLITZにて再結成ライブを行った。前売は発売日で完売となる。
しかし再結成ライブ以降の活動はなく、2014年後半に公式ウェブサイトが削除され活動停止状態であったが、2017年1月18日に佐々木のブログ、ネットメディア等でDo As Infinityと対バンを行うことが発表され、3月6日にSHIBUYA O-EASTにて「GREATEST HITS vol.1」のタイトルで4年ぶりのライブが行われた。この日は、2013年の再結成時には不参加であった秋山、デビューから解散ライブまでサポートメンバーを務めた河野圭も出演し、解散以来初めてフルメンバーが集結してのライブとなった。
その後またしても表立った活動はなかったが、2018年11月に新たな公式サイトを立ち上げ2019年2月10日に再びDo As Infinityとの対バンライブを行った。
2020年、佐々木と秋山によるユニット「オサム＆ヒロノリ from MOON CHILD」として、「微熱」「ESCAPE」「requiem for the man of nomad」のセルフカバーと新曲を収録したミニアルバムを発表。

## メンバー
|                                | 担当楽器        | プロフィール                               | 備考 |
| ------------------------------ | --------------- | ------------------------------------------ | --- |
| 佐々木収 （ささき おさむ）     | ボーカル ギター | 1971年10月26日（53歳） 岩手県盛岡市出身    | ほとんどの楽曲の作詞・作曲を担当。 SCRIPT、Ricken'sを経て、現在はササキオサムとしてソロ、作詞家、作曲家として活動中。                                                                                                 |
| 渡邊崇尉 （わたなべ たかやす） | ベース          | 1971年1月29日（54歳） 東京都練馬区出身     | 解散後は佐々木と「SCRIPT」を結成し活動。 |
| 樫山圭 （かしやま けい）       | ドラム          | 1970年7月25日（54歳） 和歌山県上富田町出身 | バンドのリーダー。ヴィジュアル系バンドのプロデュースやドラムチューナーを務める。ドラマーとしてはFRESH CREAM・Salty-Sugar・DIA LOGUE・†яi¢кで活動していた。 現在はDIR EN GREYのギタリスト、Dieが率いるDECAYSで活動中。 |
| 秋山浩徳 （あきやま ひろのり） | ギター          | 1970年4月22日（55歳） 千葉県佐倉市出身     | サポートを経て1996年秋に加入。現在はaiko、槇原敬之、トータス松本らのサポートギタリスト、スタジオミュージシャンとして活動中。2013年再結成には不参加だったが、2017年と2019年の再結成には参加。                          |

### サポートメンバー
解散まで
- 河野圭 キーボード
- 松本博志 サックス

2013年再結成時
- 大渡亮 (Do As Infinity) ギター
- 都啓一 (SOPHIA) キーボード
- KATSU (CROSS) コーラス、アコースティックギター

2017年再結成時〜
- 河野圭 キーボード

## ディスコグラフィ

### シングル
| #    | 発売日         | タイトル                     | 備考                                                                   |
| ---- | -------------- | ---------------------------- | ---------------------------------------------------------------------- |
| 1st  | 1996年5月8日   | Brandnew Gear                |                                                                        |
| 2nd  | 1996年7月17日  | Over the rainbow             |                                                                        |
| 3rd  | 1996年10月9日  | Blue Suede Shooting Star     | 秋山加入後の4人体制での初のシングル                                    |
| 4th  | 1997年3月12日  | 微熱                         |                                                                        |
| 5th  | 1997年5月28日  | ESCAPE                       |                                                                        |
| 6th  | 1997年9月10日  | アネモネ                     |                                                                        |
| 7th  | 1997年10月29日 | Hallelujah in the snow       |                                                                        |
| 8th  | 1998年5月13日  | requiem for the man of nomad |                                                                        |
| 9th  | 1998年8月12日  | フリスビー                   |                                                                        |
| 10th | 1998年11月26日 | グロリア                     | 歌詞の中のある単語がシングルとアルバム（ベスト含む）で変更されている。 |
| 11th | 1999年1月13日  | STAR TOURS                   | ラストシングル                                                         |

### アルバム
| #    | 発売日         | タイトル                                           | 備考                                                    |
| ---- | -------------- | -------------------------------------------------- | ------------------------------------------------------- |
| 1st  | 1996年11月21日 | tambourine                                         |                                                         |
| 2nd  | 1997年11月27日 | MY LITTLE RED BOOK                                 |                                                         |
| 3rd  | 1999年1月27日  | POP AND DECADENCE                                  | ラストアルバム                                          |
| BEST | 1999年9月15日  | Treasures of MOON CHILD 〜THE BEST OF MOON CHILD〜 | ベストアルバム                                          |
| BEST | 2005年4月6日   | COMPLETE BEST                                      | ベストアルバムとラストライブの音源をコンパイルした2枚組 |

### ビデオ
| 発売日        | タイトル | 備考             |
| ------------- | -------- | ---------------- |
| 1998年3月25日 | CLIPS-1  | ビデオクリップ集 |

### 書籍
| 発売日    | タイトル             | ISBN               | 備考               |
| --------- | -------------------- | ------------------ | ------------------ |
| 1998年5月 | エイプリルフールマン | ISBN 4-8470-2491-5 | アーティストブック |

## タイアップ一覧
| 使用年 | 曲名                         | タイアップ                                                 |
| ------ | ---------------------------- | ---------------------------------------------------------- |
| 1996年 | Brandnew Gear                | ヴィクトリア「'96 Victoria」CMソング                       |
| 1996年 | Brandnew Gear                | 中京テレビ『キスミスチック'96』エンディングテーマ          |
| 1996年 | Over the rainbow             | 読売テレビ・日本テレビ系ドラマ『八月のラブソング』挿入歌   |
| 1996年 | Blue Suede Shooting Star     | TBS系『BLITZ INDEX』オープニングテーマ                     |
| 1996年 | Blue Suede Shooting Star     | 日本テレビ系『M-STAGE』エンディングテーマ                  |
| 1997年 | ESCAPE                       | 日本テレビ系 土曜グランド劇場『FiVE』主題歌                |
| 1997年 | アネモネ                     | 花王「サクセス育毛トニック」CMソング                       |
| 1997年 | アネモネ                     | TBS系『COUNT DOWN TV』1997年9月度オープニングテーマ        |
| 1997年 | Hallelujah in the snow       | サッポロビール「冬物語」CMソング                           |
| 1998年 | requiem for the man of nomad | フジテレビ系『HEY!HEY!HEY! MUSIC CHAMP』エンディングテーマ |
| 1998年 | フリスビー                   | TBS系『COUNT DOWN TV』1998年9月度エンディングテーマ        |
| 1998年 | グロリア                     | 大正製薬「コーラック」CMソング                             |

## ヘビーローテーション/パワープレイ

### ラジオ
| 放送年 | 曲名   | ラジオヘビーローテーション/パワープレイ |
| ------ | ------ | --------------------------------------- |
| 1997年 | ESCAPE | FM-NIIGATA 1997年6月度パワープレイ      |